# Свитанок (Городнянский район)
Свитанок (укр. Світанок) — село,
Ильмовский сельский совет,
Городнянский район,
Черниговская область,
Украина.
Код КОАТУУ — 7421484806. Население по переписи 2001 года составляло 47 человек .

## Географическое положение
Село Свитанок находится на расстоянии в 1 км от села Барабановское и посёлка Вершины.